# Nikon D90
De Nikon D90 is een spiegelreflexcamera van het Japanse bedrijf Nikon Corporation.
De D90 levert foto's af in JPEG- en RAW-formaat. De D90 kan uitgebreid worden met een heel gamma aan Nikkor-lenzen.